# Lilásodó szőrgomba
A lilásodó szőrgomba (Lactarius repraesentaneus) a galambgombafélék családjába tartozó, Európában és Észak-Amerikában elterjedt, fenyőerdőkben élő, mérgező gombafaj.

## Megjelenése
A lilásodó szőrgomba kalapja 6-15 (ritkán 20) cm átmérőjű, alakja fiatalon kissé domború, tompa púppal ami gyorsan kiterül és közepe bemélyed, némileg tölcséressé válik. Közepétől kifelé egyre erősebben és dúsabban borítják szálak, melyektől a sokáig begöngyölt pereme már feltűnően csapzottan borzas, szöszös, kalapszéle rojtos. Felszíne nyálkás, ragadós, szárazon fénytelen. Színe okkersárga, világossárga vagy élénk aranysárga. Kalapja, lemezei vagy tönkje nyomásra, sérülésre ellilul. Húsa tömör, fakósárga színű, sérülésre ibolyáslila lesz. Szaga enyhén fűszeres, íze (különösen az idősebb gomba esetében) égetően csípős.
Sűrűn álló lemezei fakósárgás színűek, sérülésre vizenyős tejnedvet eresztenek és ibolyáslilára színeződnek. Spórapora halvány krémszínű. Spórái 9-11 x 7,5-9 mikrométeresek, széles ovális alakúak, felszínükön lapos szemölcsök találhatók, amelyeket gerincek kötnek össze; utóbbiak nem alkotnak teljes hálózatot.
Tönkje 3–8 cm magas és maximum 3 cm vastag. Színe világossárga, gödörkés felszínű; a foltok, gödrök sötétebb sárgák. Nedves időben ragadós és folyadékcseppek borítják.

### Hasonló fajok
Hasonló színű és szőrös kalapú a bojtos tejelőgomba (Lactaria citriolens), de az csak lomberdőben nő, tejnedve sárgul és citromfűszagú.

## Elterjedése és termőhelye
Európában, Észak-Amerikában és Grönlandon honos. Északon vagy hegyvidékeken gyakoribb. Magyarországon nagyon ritka. Nedves, savanyú talajú erdőben, elsősorban lucfenyővel gyökérkapcsoltságban nő. Nyár végétől október végéig terem.
Mérgező, fogyasztása emésztőszervi panaszokat okoz.

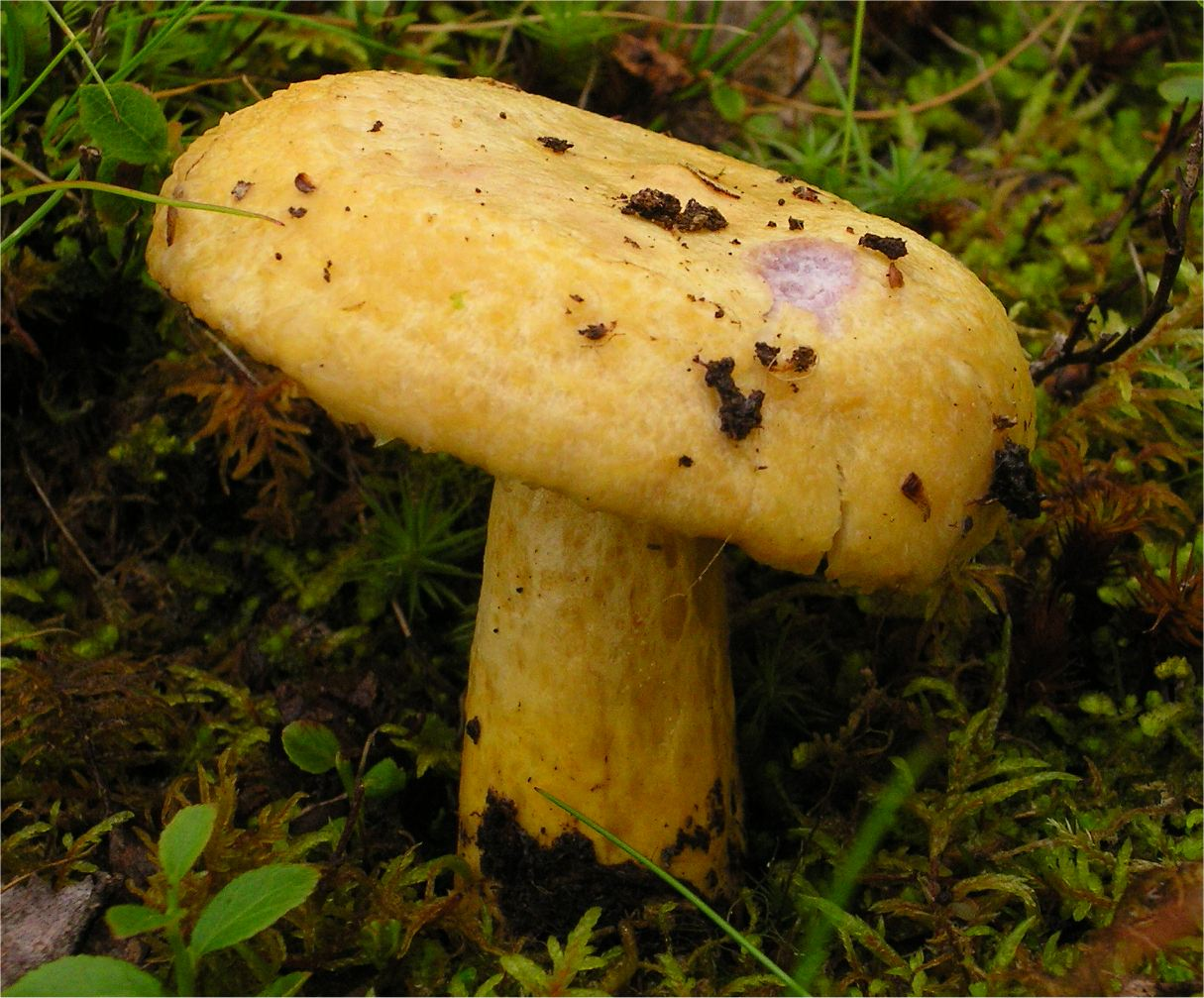
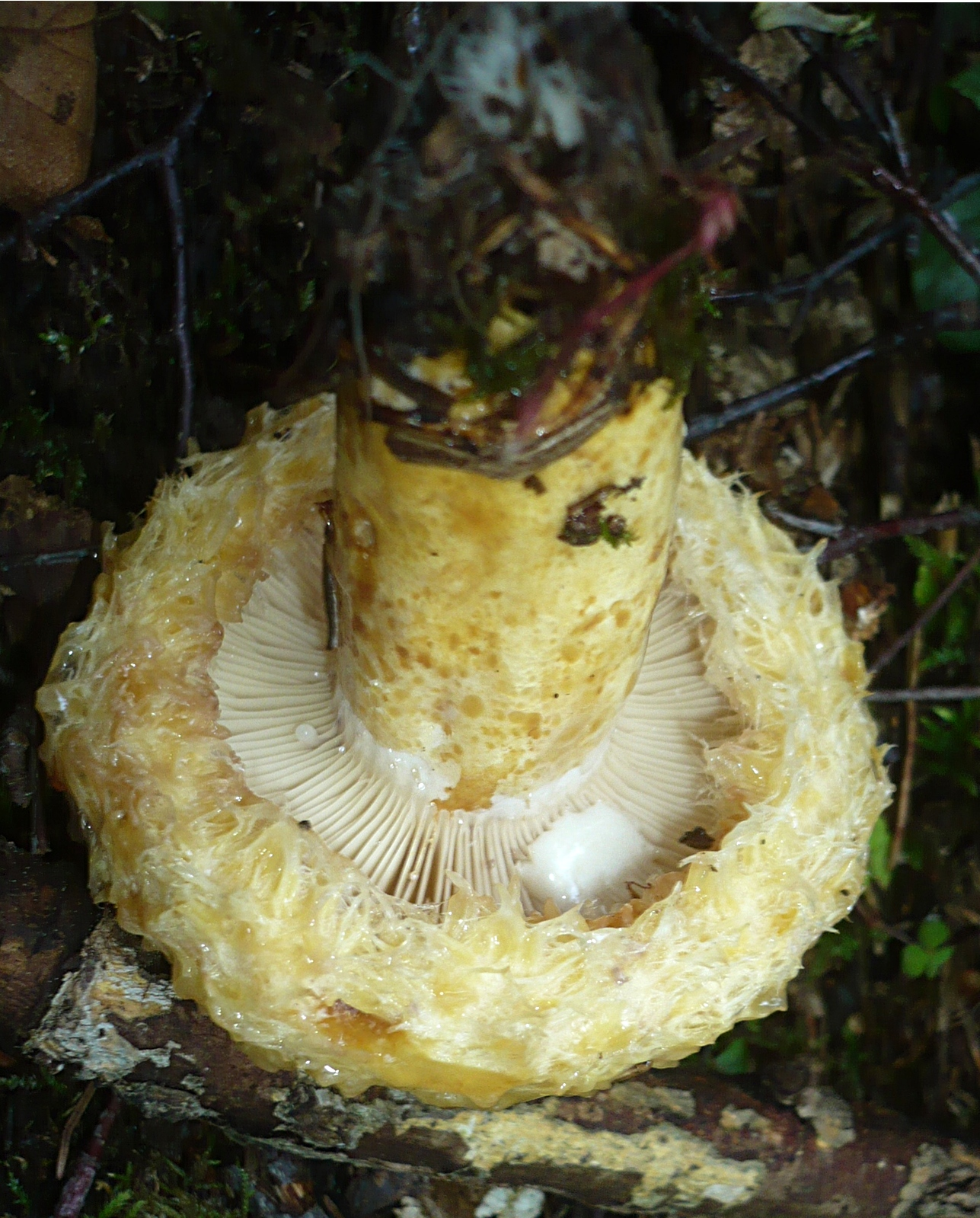
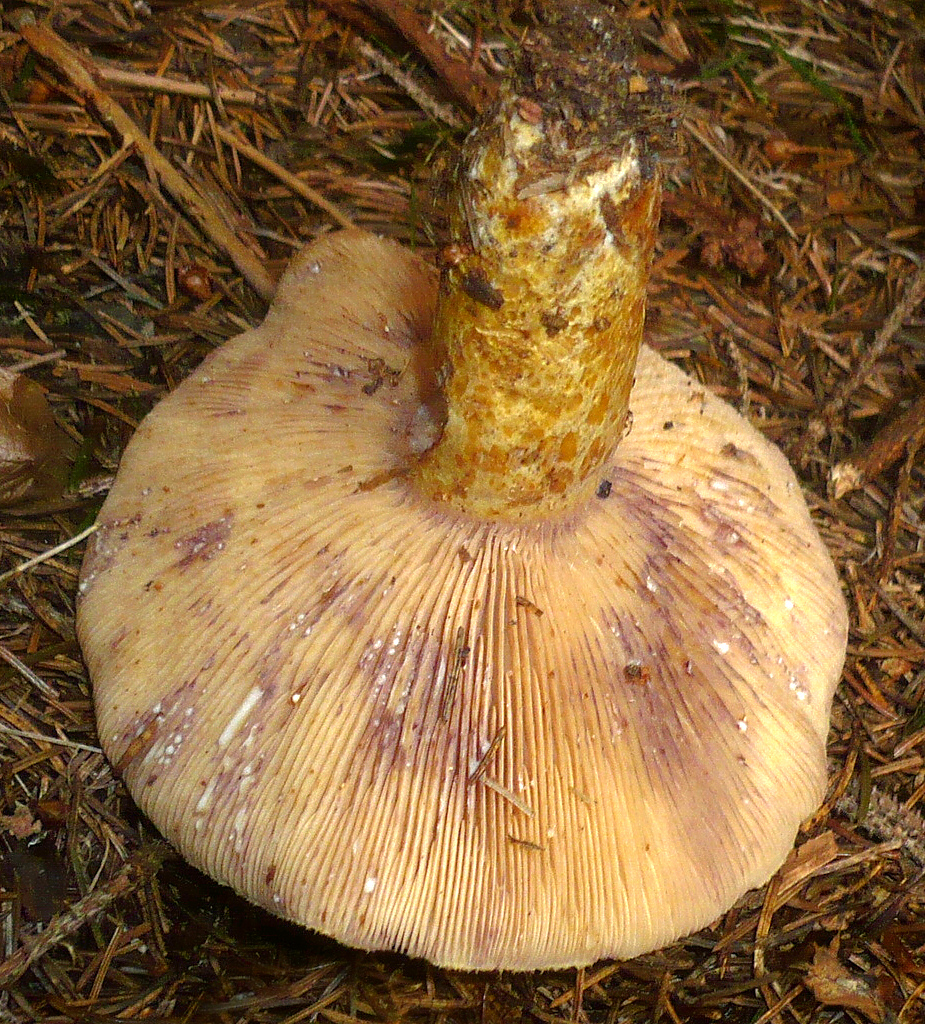
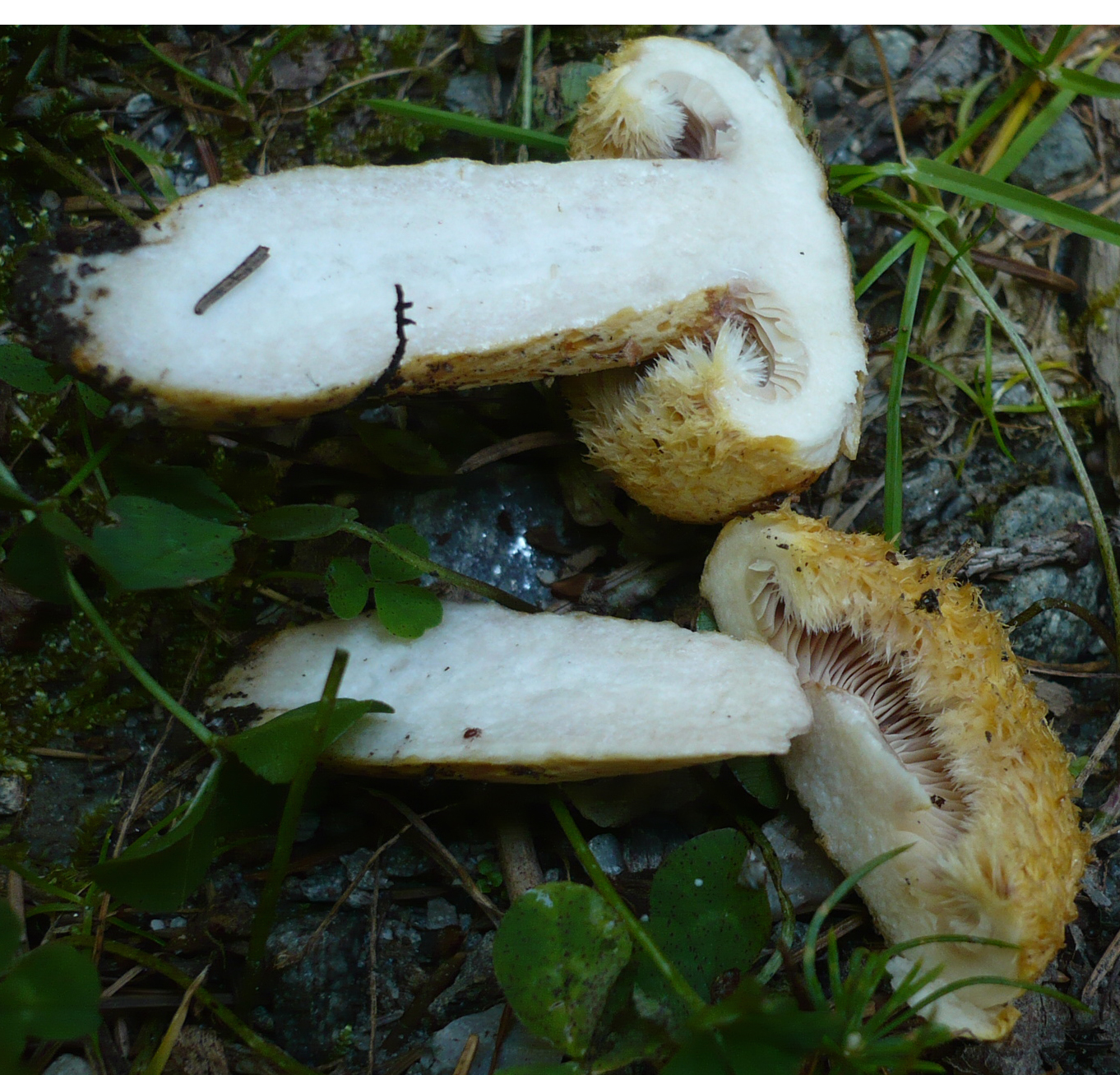